# Teodoro I di Alessandria (calcedoniano)
Papa Teodoro I Scribonio (VI secolo – 610), è stato papa e patriarca greco-ortodosso di Alessandria e di tutta l'Africa tra il 608 e il 610.
Fu messo a morte dai suoi nemici, verosimilmente eretici ed è quindi venerato come santo martire.